# アイ・ソート・アバウト・ユー
「アイ・ソート・アバウト・ユー」（I Thought About You）は、1939年に発表されたポピュラーソング。作詞は ジョニー・マーサー、作曲はジミー・ヴァン・ヒューゼン。

## 収録を行った主なアーティスト
- マイルス・デイヴィス
- フランク・シナトラ[2]
- イリアーヌ・イリアス[3][4]
- カウント・ベイシー
- カーメン・マクレエ
- ベニー・グッドマン＆ミルドレッド・ベイリー
- デイヴ・ブルーベック
- ジョニー・ハートマン
- トニー・ベネット
- エラ・フィッツジェラルド
- ナンシー・ウィルソン
- シャーリー・ホーン[5]